# Baccanale degli Andrii
Il Baccanale degli Andrii è un dipinto a olio su tela (175x193 cm) di Tiziano, databile al 1523–1526 e conservato nel Museo del Prado di Madrid. È firmato "TICIANUS F.[aciebat]".

## Storia
L'opera fu l'ultima ad essere fornita da Tiziano per la Sala dei Baccanali nei Camerini d'alabastro di Alfonso I d'Este, dopo la Festa degli amorini (1518-1519) e il Bacco e Arianna (1520-1523), con un intervento anche sul Festino degli dei di Giovanni Bellini, nel 1524-1525, dove ritoccò il paesaggio in modo da adattarlo allo stile degli altri dipinti.
Nel 1598 Ferrara passò sotto il dominio dello Stato Pontificio e la famiglia d'Este dovette riparare a Modena. Durante il trasferimento, il cardinale Pietro Aldobrandini, legato del Papa, si appropriò di diverse tele, fra cui il Baccanale e la Festa di Venere. Dagli Aldobrandini le opere divennero proprietà dei Ludovisi, che a loro volta li cedettero al conte di Monterrey, dignitario di Spagna e cognato del conte di Olivares, in pagamento dell'assegnazione del Principato di Piombino a Niccolò I. Questi a sua volta ne fece dono a Filippo IV di Spagna nel 1639. Le prime menzioni documentate in Spagna risalgono agli inventari dell'Alcázar di Madrid nel 1666, 1686 e 1700.
Le tre tele di Tiziano furono ammirate e copiate tanto in Italia quanto in Spagna, da artisti come Rubens, Reni, Poussin e Velázquez, fornendo ispirazione per lo sviluppo del gusto barocco. È rimasta famosa la notizia del pianto sincero del Domenichino nel vedere quei capolavori lasciare l'Italia.
Nel 1782 Joshua Reynolds ammirò il Baccanale, che gli ispirò un singolare parallelismo tra Tiziano e Virgilio: «È a Tiziano che bisogna rivolgere i nostri occhi per scoprire nel colore, nella luce, nelle ombre l'eccellenza ad altissimo livello. Egli è stato il primo e insieme il più grande maestro in tale arte. Il suo principale eccellere sta nella maniera o nel linguaggio, come si voglia dire, in cui Tiziano e quelli della sua scuola si esprimono. La maniera, in pittura, è in realtà ciò che è il linguaggio in poesia [...] . Come è stato detto per Virgilio che persino allo spargere il letame sulla terra riesce a dare un tono di dignità, altrettanto si può dire per Tiziano. Qualsiasi cosa egli tocchi, per quanto insignificante o familiare, per una sorta di magia essa viene investita di grandezza e importanza».

## Descrizione stile

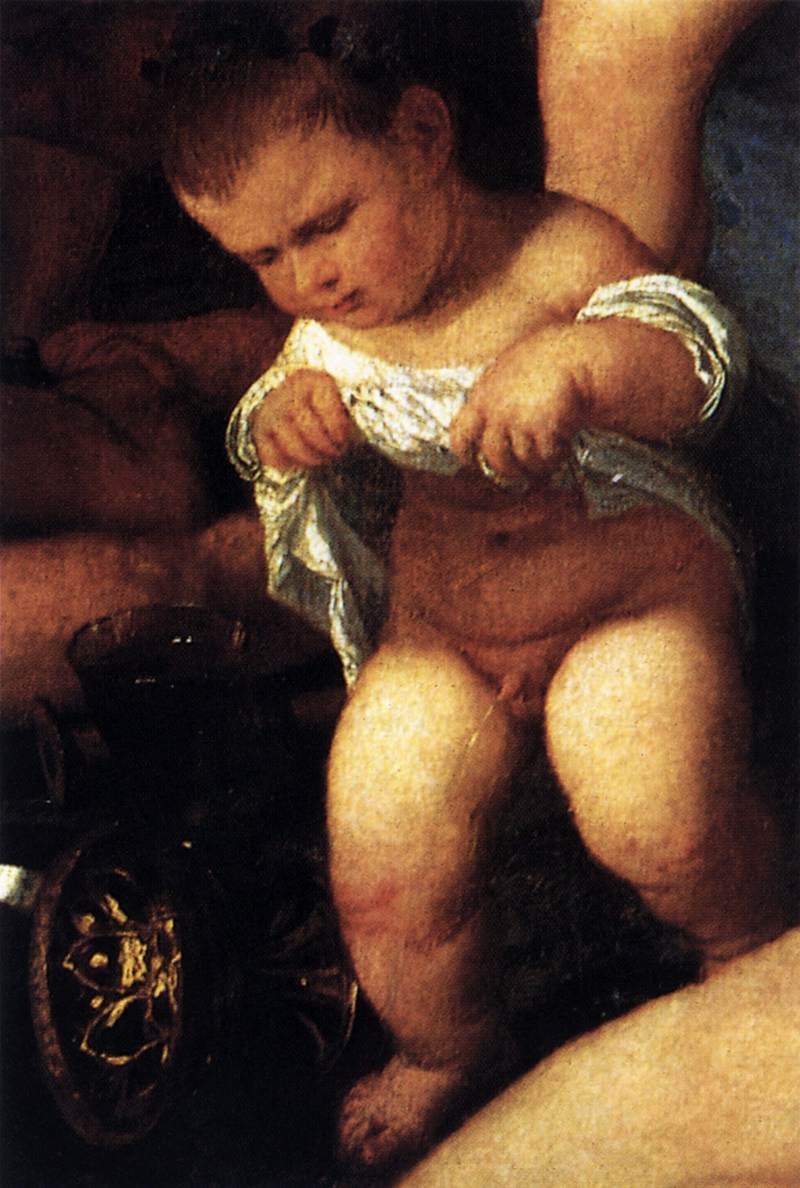
Il puer mingens

### Tema mitologico
Come per altri dipinti della serie, il soggetto deriva dalle Immagini di Filostrato il vecchio (I, 25), una descrizione di sessantaquattro dipinti con cacce e paesaggi che ornavano il portico di una villa di Napoli. Dioniso, con la sua sposa Arianna, sta per arrivare in nave sull'isola di Andros, come si vede nello sfondo, e vi provoca un memorabile baccanale trasformando in vino l'acqua di un torrente. Gli abitanti dell'isola, gli "Andrii", iniziarono così a rievocare, una volta all'anno, tale avvenimento, abbandonandosi a piaceri sfrenati, delle libagioni, della danza, della musica e dell'erotismo. Il tema si riallacciava a quello della liberazione dagli affanni del mondo e dalle preoccupazioni della vita politica, caro al Duca durante i suoi ritiri nelle stanze private.
Le tele mitologiche per il duca Alfonso si possono confrontare con quelle analoghe del Mantegna nello studiolo di Isabella d'Este a Mantova. Per Tiziano infatti il mito non è un evento da ricostruire, ma un'occasione per disporre giocosamente dell'immaginazione senza alcun intento educativo, ma, al tempo stesso, per avviare una pensosa riflessione sull'uomo e il suo destino.

### I personaggi
In primo piano, a destra, si trova nell'angolo il nudo sensuale di una ninfa-baccante dall'incarnato chiarissimo, citazione colta delle statue dell'Arianna dormiente, col gomito destro alzato e il braccio piegato dietro la testa, una convenzione per rappresentare il sonno. Essa, scrisse Vasari, "è tanto bella che par viva".
Poco dietro un puer mingens si alza la tunichetta, "piscia in un fiume e si vede nell'acqua", come lo descrisse sempre Vasari, mentre al centro due fanciulle discorrono distese, illuminate dalla piena luce. Una di esse, senza voltarsi, alza il piatto, in cui un uomo nudo versa il vino da una brocca. Un altro uomo le tocca impunemente la caviglia, voltandosi però verso un ballerino che sembra stare per inciampare: egli cita fedelmente un personaggio della Battaglia di Cascina di Michelangelo, quello visibile in basso a destra nella copia di Aristotile da Sangallo. Nonostante il gesto l'uomo e la donna sembrano ignorarsi: il forte senso di bellezza e di gioia, anche erotica, non viene mai turbato da atteggiamenti volgari.
|  |  |

A destra un uomo grasso, che ricorda Sileno, sta inginocchiato seminudo e beve con voluttà da una brocca, appena riempita dal fiume di vino, dove sta attingendo anche un ragazzo. In secondo piano, nell'ombra del boschetto, si vedono un servitore che porta a spalla un cratere a volute colmo e due cantori. Più a destra si trova il gruppo dei ballerini, tra cui spiccano l'uomo che tenta di fare il giocoliere, reggendo una brocca trasparente colma di vino sulla punta delle dita, e la coppia in piena luce, le cui vesti sono accese in vibranti riflessi materici. Il ragazzo di spalle tiene in mano una corona d'edera, specie sacra a Dioniso, mentre l'altra pianta sacra, la vite, è visibile in alto, arrampicata tra le fronde degli alberi.
La ballerina in tunica bianca somiglia alla donna in rosso al centro della scena, e a loro volta ricordano le effigi della presunta amante di Tiziano, la donna bionda dai capelli crespi che appare, ad esempio, anche nella Flora o nella Donna allo specchio. Le violette che la figura femminile al centro tiene tra i capelli potrebbero essere un'allusione al nome Violante: una tradizione vuole infatti che quell'amante fosse la figlia di Palma il Vecchio, che aveva appunto quel nome.
Più in lontananza, sulla collina, si intravedono due uomini che, vicino a un cane, stanno mescendo il vino in un grosso cratere, mentre più in alto, alla sommità, un vecchio stremato giace accasciato e nudo, in una posizione imbarazzante: si tratta di una riflessione moraleggiante che richiama alle conseguenze degli eccessi, legato direttamente al tema biblico dell'ebbrezza di Noè, che ricorda la caducità dell'idillio pastorale. Inoltre la sua lontananza ricorda come in tali attività licenziose si debba lasciare il passo ai giovani, un tema già affrontato da Tiziano nelle Tre età dell'uomo. La presenza del puttino, non a caso, ricrea lungo una diagonale il tema delle tre età dell'amore, assieme ai due ballerini..

### Il tema musicale

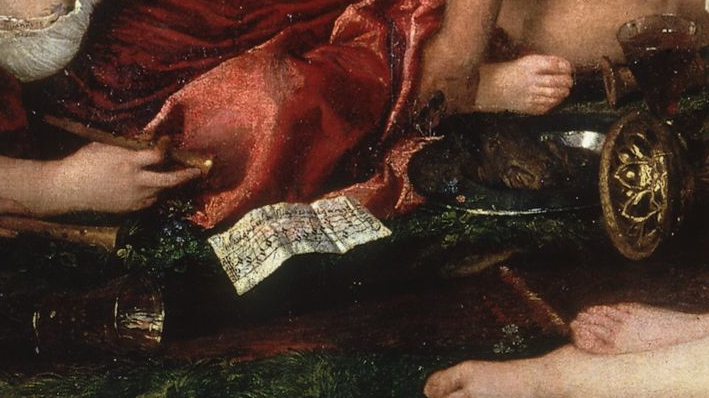
Il cartiglio

Il legame profondo tra musica e piaceri dionisiaci è testimoniato dal foglio di musica che giace a terra, al centro del dipinto. In esso si legge un giocoso motto francese, che evoca il canone circolare di ripetizione che porta all'ebbrezza:
La frase risale con ogni probabilità ad Adrian Willaert, compositore fiammingo in quegli anni a Ferrara.
Non ci sono tuttavia strumenti musicali che suonano: gli unici strumenti ritratti, al momento inutilizzati, sono solo i flauti diritti, due tenuti in mano dalle ragazze in primo piano e un terzo è a terra poco più indietro, presso un bicchiere colmo di vino, una coppa metallica rovesciata e un vassoio per libagioni.